# Oenka
De oenka  (Hylobates agilis) behoort tot de superfamilie van de mensapen (Hominoidea) en de familie van de gibbons (Hylobatidae). Het dier leeft op Sumatra (Indonesië), Malakka (Maleisië) en het zuiden van Thailand. De oenka wordt bedreigd door habitatvernietiging en stroperij. Deze soort is nauw verwant aan Hylobates albibarbis die vroeger als de ondersoort op Borneo van de oenka werd beschouwd. 

## Beschrijving
De oenka is net als de andere soorten gibbons een tengere mensaap die 44 tot 63 cm lang is en 4 tot 8 kg weegt, waarbij het mannetje iets forser is dan het vrouwtje. De vachtkleur varieert tussen zwart en roodbruin. Net als andere gibbons hebben ze lichte wenkbrauwen. Het mannetje is ook op de wangen wit tot grijs behaard.

## Verspreiding en leefgebied
De oenka komt voor op Sumatra zuidoostelijk van het Tobameer en de rivier de Singkil, verder binnen een vrij smalle zone op Malakka in het grensgebied tussen Thailand en Maleisië (zie verspreidingskaart). De oenkapopulaties die er nog zijn bereiken hun hoogste dichtheid in tropisch laaglandbos waarin de plankwortelbomen domineren. Echter, de oenka wordt ook aangetroffen in moerasbossen en de hellingbossen tot op een hoogte van 1400 m boven de zeespiegel. In het Nationaal Park Bukit Barisan Selatan op Sumatra komen oenka's voor aan bosranden in de buurt van menselijke nederzettingen.
Oenka's zijn uitgesproken bosdieren die overdag actief zijn. Het zijn fruiteters met een voorkeur voor vruchten als vijgen, met een hoog suikergehalte, maar ook bladeren en insecten worden gegeten. Op Malakka is vastgesteld door hun territoriumgrootte gemiddeld 29 ha groot is.

## Status als bedreigde diersoort
Overal in zijn verspreidingsgebied, zelfs in de nationale parken, wordt de oenka bedreigd door illegale jacht en verder, vooral buiten de parken door de omzetting van tropisch bos in palmolie- of rubberplantages. Op Java werd geconstateerd dat de oenka vaak op (illegale) markten te koop werd aangeboden. Het tempo waarmee de populaties in aantal afnemen bedraagt waarschijnlijk 50% in 10 jaar (6,7% per jaar). Daarom staat de oenka als bedreigde soort op de Rode Lijst van de IUCN.